# Those Who Caress the Pale
Those Who Caress the Pale – minialbum norweskiej grupy muzycznej Ved Buens Ende. Oryginalnie wydane, jako demo Ancient Lore Creations w roku 1994. W 1997 roku Misanthropy Records wydało reedycję na CD z bonusową ścieżką. Na albumie Written in Waters można znaleźć także inne wersje z innymi nazwami utworów The Carrier of Wounds i You That may Wither.

## Lista utworów
1. "A Mask in the Mirror" – 5:24
2. "The Carrier of Wounds" – 8:09
3. "You That May Wither" – 4:36
4. "The Plunderer" – 5:12
5. "Those Who Caress The Pale" – 6:17
6. "Insects Part I" – 1:38 (Bonusowy utwór)

## Twórcy
- Vicotnik - gitara, wokal
- Skoll - gitara basowa, keyboard
- Carl-Michael Eide - perkusja, wokal